# 637 Chrysothemis
637 Chrysothemis је астероид главног астероидног појаса са пречником од приближно 33,3 .
Афел астероида је на удаљености од 3,586 астрономских јединица (АЈ) од Сунца, а перихел на 2,738 АЈ.
Ексцентрицитет орбите износи 0,134, инклинација (нагиб) орбите у односу на раван еклиптике 0,285 степени, а орбитални период износи 2054,251 дана (5,624 година).
Апсолутна магнитуда астероида је 11,0 а геометријски албедо 0,063.
Астероид је откривен 11. марта 1907. године.